# 尼亞加拉瀑布州立公園
尼亞加拉瀑布州立公園（英語：Niagara Falls State Park）是位於美國紐約州尼亞加拉縣尼亞加拉瀑布城的州立公園。它是美國最古老的州立公園之一，是尼亞加拉瀑布的主要所在地，具體包括美國瀑布、新娘面紗瀑布和部分的馬蹄瀑布。